# Diepertshofen

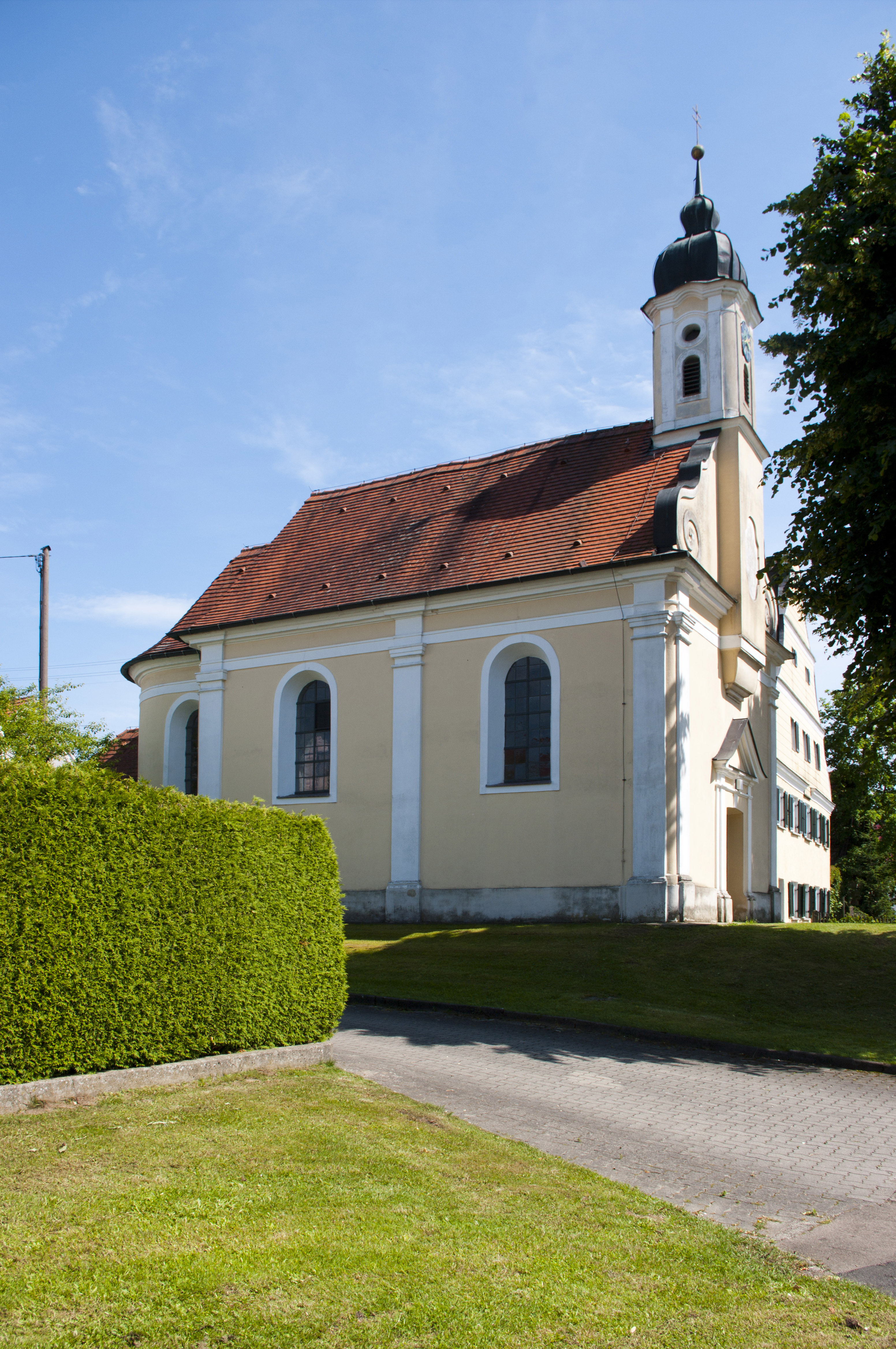
Katholische Kapelle St. Ulrich

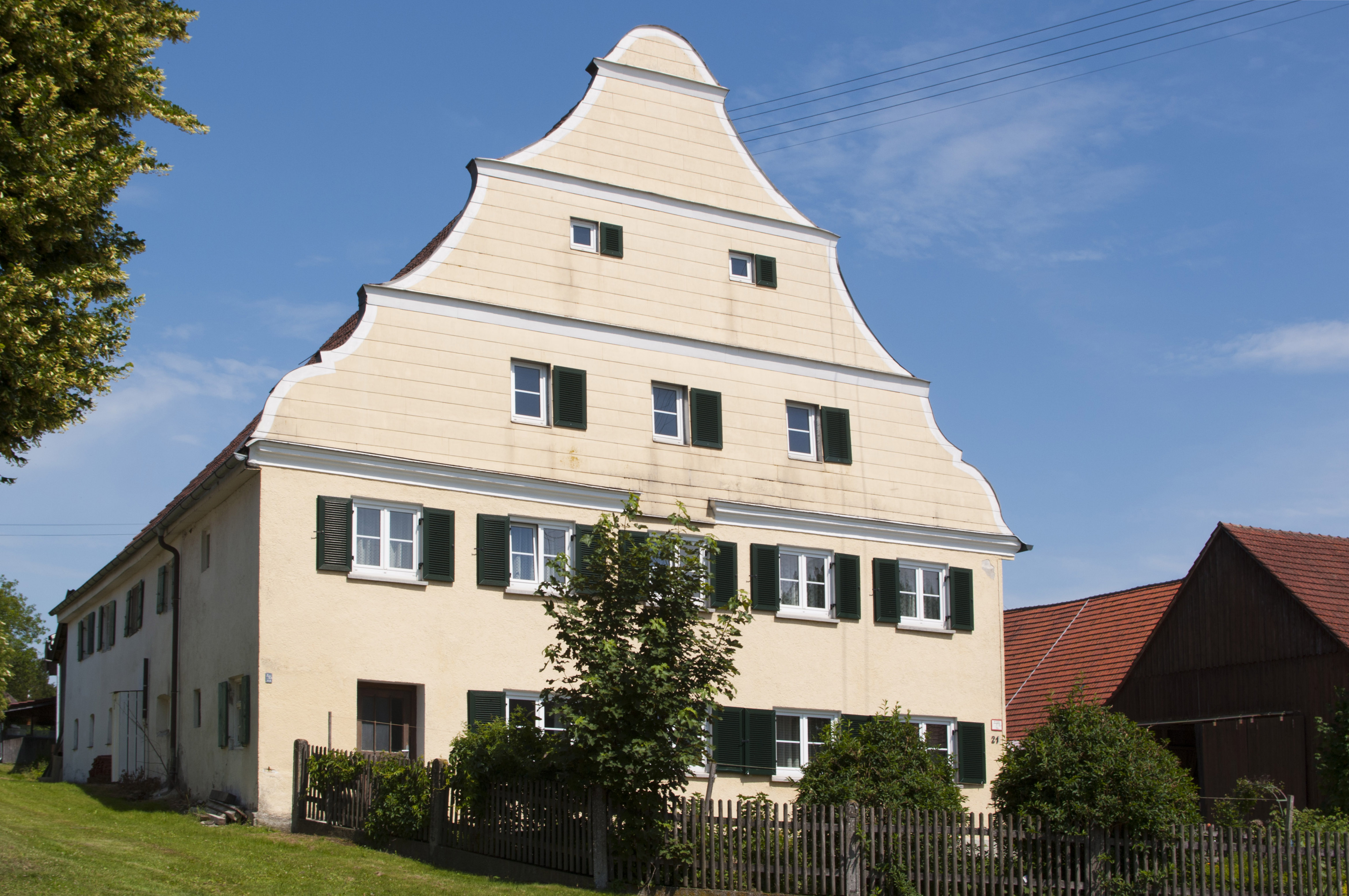
Denkmalgeschütztes Wohnhaus aus dem 18. Jahrhundert

Diepertshofen ist ein Gemeindeteil des Marktes Pfaffenhofen an der Roth im Landkreis Neu-Ulm im Westen des bayerischen Regierungsbezirks Schwaben.

## Lage
Das Kirchdorf schließt sich unmittelbar südlich an den Hauptort Pfaffenhofen an. Es gehört zur Gemarkung Erbishofen. Am westlichen Ortsrand verläuft die Roth.

## Geschichte
Der Ort wurde 1150 erstmals urkundlich erwähnt. Am 1. Oktober 1969 wurde die Gemeinde Erbishofen, zu der auch Diepertshofen gehörte, in den Markt Pfaffenhofen eingegliedert.

## Baudenkmäler
In die Denkmalliste sind zwei Objekte eingetragen:
- Katholische Kapelle St. Ulrich von 1747/48,
- Wohnhaus, Diepertshofener Straße 21, Mitte 18. Jahrhundert.

Siehe Liste der Baudenkmäler in Diepertshofen